# Кардиф (Алабама)
Кардиф (енгл. Cardiff) град је у америчкој савезној држави Алабама. По попису становништва из 2010. у њему је живело 55 становника.

## Демографија
Према попису становништва из 2010. у граду је живело 55 становника, што је 27 (32,9%) становника мање него 2000. године.
| Група             | 2000.      | 2010.      |
| Белци             | 77 (93,9%) | 52 (94,5%) |
| Афроамериканци    | 5 (6,1%)   | 3 (5,5%)   |
| Азијати           | 0 (0,0%)   | 0 (0,0%)   |
| Хиспаноамериканци | 0 (0,0%)   | 0 (0,0%)   |
| Укупно            | 82         | 55         |